# نیما نکیسا
نیما نکیسا (زادهٔ ۱۱ اردیبهشت ۱۳۵۴) بازیکن فوتبال بازنشستهٔ اهل ایران است. او در ۲۶ تیر ۱۴۰۲ به عنوان مدیرعامل باشگاه فوتبال ذوب‌آهن اصفهان منصوب و در بهمن ۱۴۰۳برکنار شد. 

## سابقهٔ ورزشی
او در پست دروازه‌بان بازی می‌کرد. نخستین‌بار، محمد مایلی کهن در جام ملت‌های آسیا ۱۹۹۶ امارات به او میدان داد و با ایران به رتبه سوم مسابقات رسید. نکیسا در جام جهانی ۱۹۹۸ فرانسه در بازی اول مقابل یوگسلاوی به میدان رفت. 

## موضع‌گیری‌های سیاسی
نیما نکیسا با حضور در یک برنامه تلویزیونی، معترضانِ جنبش زن، زندگی، آزادی را آشوبگر و تجزیه‌طلب خواند و آنان را عدّه‌ای نامید که سال‌هاست برای تجزیهٔ ایران طرح و نقش دارند. 
وی سابقه حضور و دیدار با سید علی خامنه‌ای را نیز دارد. او از علی خامنه‌ای با عنوانِ «رهبرِ من» و «مقتدایِ همه‌ی ما» نام برده است. 

## خوانندگی
نکیسا در سال ۱۳۸۴ نماهنگ «عروس بندر» را اجرا کرد که آن زمان امکان پخش تصویری نداشت و در شبکه‌های فارسی دبی و لس‌آنجلسی عرضه شد. ترانه‌های «وای دلم» و «دلواپسی» از دیگر کارهایی هستند که او ضبط کرده‌است.